# Гастон Силва
Гастон Алексис Силва Пердомо (шп. Gastón Alexis Silva Perdomo; Салто, 5. март 1994) професионални је уругвајски фудбалер који игра у одбрани на позицији левог бека.

## Клупска каријера
Силва је играчку каријеру започео у редовима Дефенсор спортинга из Монтевидеа, за чији професионални тим је дебитовао као шеснаестогодишњај у првенственој утакмици против Монтевидео вондерерса. У екипи Дефенсора провео је три сезоне и у том периоду одиграо укупно 31 утакмицу, да би потом, у јулу 2014. отишао у Италију где је потписао четворогодишњи уговор са екипом Торина вредан 2,3 милиона евра.
За италијански тим дебитује 18. септембра исте године у утакмици против Клуб Брижа у Лиги Европе. Како током прве две сезоне у Серији А није успео да се наметне као стандардни првотимац у Торину, сезону 2016/17. као позајмљен играч проводи у шпанској Гранади (23 утакмице).
Крајем августа 2017. поптисује уговор са аргентинским Индепендијентеом за 1,4 милиона евра, и већ у првој сезони са екипом осваја трофеј Купа Судамерикана.  

## Репрезентативна каријера
Пре дебитантског наступа за сениорску селекцију Уругваја, Гастон Силва је играо за све млађе репрезентативне селекције своје земље освојивши сребрне медаље на јужноамеричком и светском првенству за играче до 17 година, те сребро на светском првенству за играче до 20 година 2013. године. 
За сениорску репрезентацију дебитује 13. октобра 2014. у пријатељској утакмици против репрезентације Омана. Селектор Оскар Табарез уврстио га је на списак репрезентативаца за Светско првенство 2018. у Русији.

## Успеси и признања
ФК Индепендијенте Авељанеда
- Копа Судамерикана: победник 2017.